# Luiz Felipe da Silva Nunes
Luiz Felipe da Silva Nunes, noto semplicemente come Luiz Felipe (Rio Grande, 24 aprile 1997), è un calciatore brasiliano, portiere svincolato.

## Carriera
Cresciuto nel settore giovanile dell'Internacional, nel febbraio 2018 viene acquistato dallo Zorja con cui debutta fra i professionisti il 9 agosto in occasione dell'incontro del turno preliminare di Europa League pareggiato 1-1 contro il Braga.
Al termine della stagione fa ritorno in Brasile dove gioca a livello statale con le maglie di Aimoré e Coimbra per due stagioni. Nel 2021 si trasferisce in Portogallo al Belenenses SAD.

## Statistiche

### Presenze e reti nei club
Statistiche aggiornate al 31 luglio 2021.
| Stagione        | Squadra         | Campionato      | Campionato | Campionato | Coppe nazionali | Coppe nazionali | Coppe nazionali | Coppe continentali | Coppe continentali | Coppe continentali | Altre coppe | Altre coppe | Altre coppe | Totale | Totale |
| Stagione        | Squadra         | Comp            | Pres       | Reti       | Comp            | Pres            | Reti            | Comp               | Pres               | Reti               | Comp        | Pres        | Reti        | Pres   | Reti   |
| --------------- | --------------- | --------------- | ---------- | ---------- | --------------- | --------------- | --------------- | ------------------ | ------------------ | ------------------ | ----------- | ----------- | ----------- | ------ | ------ |
| 2018-2019       | Zorja           | PL              | 12         | 0          | CU              | 2               | 0               | UEL                | 4                  | 0                  |             | -           | -           | 18     | 0      |
| 2020            | Aimoré          | PD/RS           | 8          | 0          |                 | -               | -               |                    | -                  | -                  |             | -           | -           | 8      | 0      |
| 2021            | Coimbra         | M1/MG           | 3          | 0          |                 | -               | -               |                    | -                  | -                  |             | -           | -           | 3      | 0      |
| 2021-2022       | Belenenses SAD  | PL              | 4          | 0          | CP+CdL          | 0+1             | 0               |                    | -                  | -                  |             | -           | -           | 5      | 0      |
| Totale carriera | Totale carriera | Totale carriera | 27         | 0          |                 | 3               | 0               |                    | 4                  | 0                  |             | -           | -           | 34     | 0      |